# Hajdúszoboszló
Hajdúszoboszló (Sobols in tedesco) è una città dell'Ungheria di 23.882 abitanti (dati 2015). È situata nella contea di Hajdú-Bihar.

## Storia
Da dati storici, ritrovamenti sparsi e scavi archeologici, risulta che quest'area della Grande Pianura sia stata abitata fin dai tempi delle grandi migrazioni. La presenza di risorse naturali e la convergenza in questo punto delle strade del commercio fece sì che Unni, Vandali, Goti, Avari si alternassero frequentemente in questa zona. Nella prima parte del regno della dinastia Árpád, l'area era abitata da comunità popolose.
Il primo riferimento scritto a Szoboszló è datato 1075, quando Re Géza I donò la metà dei proventi delle tasse reali alla costruenda Abbazia di Garamszentbenedek.
Con il suo atto di donazione, ornato con le sue vesti e le sue armi e datato 2 settembre 1606, István Bocskai, Principe di Transilvania, permise a 700 cavalieri Hajdú di prendere alloggio presso il sito di Szoboszló, distrutto tempo prima dai Tartari di Crimea. Per questo il prefisso "Hajdú" fu anteposto al nome della località, di origine Slavonica.
La forma "Hajdúszoboszló" divenne però diffusa soltanto nel diciannovesimo secolo. La città condusse la vita sonnolenta dei piccoli paesi della contea di Hajdú dediti all'agricoltura ed all'allevamento fino agli anni 30 del ventesimo secolo.
La ripresa della città ebbe inizio il 26 ottobre 1925 con la scoperta della sorgente termale. L'acqua medicinale assunse un ruolo sempre crescente. Iniziò lo sviluppo della città in un centro turistico e l'agricoltura mantenne un suo ruolo significativo ancora fino a dopo la scoperta dei campi di gas naturale

## Popolazione
- 1870 - 12.269
- 1920 - 17.722
- 1970 - 22.003
- 2002 - 23.874
- 2005 - 23.827

## Amministrazione

### Gemellaggi
- Bad Dürrheim, Germania
- Târnăveni, Romania
- Kežmarok, Slovacchia
- Krynica, Polonia
- Luhačovice, Repubblica Ceca
- Palanga, Lituania
- Valkeakoski, Finlandia
- Żyrardów, Polonia